# Suta suta
Suta suta är en ormart som beskrevs av Peters 1863. Suta suta ingår i släktet Suta och familjen giftsnokar och underfamiljen havsormar. Inga underarter finns listade i Catalogue of Life.
Arten förekommer i centrala och östra Australien. Habitatet varierar mellan torra skogar, buskskogar, gräsmarker och öknar med glest fördelad växtlighet. Honor lägger inga ägg utan föder levande ungar.
I delstaten Victoria blev arten sällsynt på grund av landskapsförändringar. I andra delar av utbredningsområdet är Suta suta vanligt förekommande. IUCN listar arten som livskraftig (LC).